# الخط الزمني لجائحة فيروس كورونا في ويلز 2020
هذا المقال هو خط زمني لجائحة فيروس كورونا في ويلز 2020. هناك اختلافات هامة في القوانين والتقارير الرسمية بين دول المملكة المتحدة: إنجلترا واسكتلندا وأيرلندا الشمالية وويلز.

## خلفية
في 12 يناير 2020، أكدت منظمة الصحة العالمية عن ظهور فيروس كورونا المستجد كسبب للمرض التنفسي الذي أصاب مجموعة من الأشخاص في مدينة ووهان، مقاطعة خوبي، الصين، إذ أُبلغ عنهم إلى منظمة الصحة العالمية في 31 ديسمبر 2019. كانت نسبة الوفيات بين الحالات المُشخصة بكوفيد-19 أقل بكثير من جائحة فيروس سارس في عام 2003، لكن انتقال العدوى كان أكبر، والوفيات أيضًا.

## الخط الزمني

### فبراير 2020
- 28 فبراير: أكدت السلطات الإصابة الأولى في البلاد بفيروس كورونا لشخص عاد منذ فترة قصيرة من إجازة في إيطاليا.[6]

### مارس 2020
- 11 مارس: سجلت ويلز حالة الانتقال المحلي الأولى في البلاد، حين وصل تحليل الفيروس إيجابيًا لمريض في سيرفيلي بدون قصة سفر منذ فترة قريبة.[7]
- 12 مارس: سُجلت إصابة بالفيروس في مشفى ريكسهام مايلور، وهي الحالة الأولى في شمال ويلز.[8]
- 13 مارس: أعلن وزير الصحة في الحكومة الويلزية فاوغان غيثينغ إيقاف جميع مواعيد المرضى الخارجيين والعمليات الجراحية غير الإسعافية في ويلز، وذلك في محاولة لتأخير انتشار الجائحة الفيروسية.
- 17 مارس: إغلاق جمعية ويلز الوطنية أمام عامة الشعب.[9]

### أبريل 2020
- 1 أبريل:
  - التقت جمعية ويلز الوطنية عبر الإنترنت باستخدام تطبيق زوم في اجتماع افتراضي طارئ للبرلمان الويلزي.[10]
  - أنكرت شركة هوفمان-لا روش وجود صفقة لتزويد ويلز باختبارات فيروس كورونا بعد أن حمل رئيس الحكومة مارك دريكفورد ووزير الصحة فاوغان غيثينغ مسؤولية فشل الصفقة على نقص معدات الاختبار.[11]
- 8 أبريل: أكد رئيس الحكومة الويلزية مارك دريكفورد أن الحكومة سوف تمدد العمل بإجراءات الإقفال بعد فترة الأسابيع الثلاثة المبدئية.[12]
- 11 أبريل: وصلت نسبة أسرة العناية المشددة المشغولة بالمرضى في إنجلترا إلى ذروتها التي بلغت 58% من السعة القصوى. أما في اسكتلندا وويلز فقد تجاوزت هذه النسبة 40% لفترة قصيرة فقط خلال شهر أبريل، في حين أعلنت أيرلندا الشمالية عن ذروة بلغت 51% في بداية الشهر.[13]
- 12 أبريل: افتتاح مشفى دراغونز هارت المؤقت في ملعب كارديف البلدي (ملعب الألفية) ليستقبل المريض الأول ضمنه.[14]
- 17 أبريل: وجد التحليل اللاحق لسجلات الوفاة (بجميع أسبابها) الذي أجراه مكتب الإحصائيات الوطني في إنجلترا وويلز ارتفاع الوفيات إلى أعلى معدلاتها خلال هذا الأسبوع، والتي سجلت بوصولها إلى 21,805 نسبة 207% من متوسط الوفيات لهذا الأسبوع من السنة خلال الأعوام الخمسة الماضية. ذُكر مرض فيروس كورونا في 8,730 من هذه الوفيات.[15]
- 20 أبريل: قالت البروفيسورة السيدة أنجيلا ماكلين رئيسة المستشارين العلميين في المملكة المتحدة إن عدد الحالات المؤكدة «يتسطح». بدأ عدد الأشخاص المقبولين في المشافي بسبب مرض فيروس كورونا بالتراجع في اسكتلندا وويلز وكل منطقة من إنجلترا، وذلك مع تراجع كبير في الإصابات في لندن والمنطقة الوسطى.[16][17]
- 21 أبريل: أشارت الإحصائية الصادرة عن مكتب الإحصاء الوطني ارتفاع الوفيات في إنجلترا وويلز إلى أعلى معدلاتها منذ 20 سنة، وذلك بتسجيل 18,500 وفاة ناتجة عن جميع الأسباب في الأسبوع السابق للعاشر من أبريل. وهو أعلى بـ 8,000 وفاة من المتوسط لهذه الفترة من السنة. تشمل الوفيات تلك المسجلة في دور الرعاية، حيث يعتبر عدد الوفيات 1,043 المسجل سنويًا حتى هذا التاريخ قفزة كبيرة بالمقارنة مع الوفيات الـ217 التي أُعلن عنها قبل أسبوع.[18]
- 22 أبريل: أرسل أطباء ويلز رسالة مشتركة إلى رئيس الحكومة مارد دريكفورد لحثه على حظر استخدام مساكن الاستجمام خلال الجائحة.[19]
- 28 أبريل:
  - تظهر إحصائيات مكتب الإحصاء الوطني للأسبوع المنتهب في السابع عشر من أبريل 22,351 وفاة مسجلة في إنجلترا وويلز، وهو يقارب ضعف المتوسط للأعوام الخمسة السابقة بالنسبة لهذا الأسبوع من السنة، وأعلى عدد وفيات أسبوعية منذ بدء تسجيلها عام 1993.[20]
  - أشار تقرير مكتب الإحصاء الوطني إلى أن ثلث وفيات فيروس كورونا المسجلة في إنجلترا وويلز تحدث في دور الرعاية، إذ سجلت هذه المراكز 2,000 وفاة خلال الأسبوع المنتهي في السابع عشر من أبريل، كما أن عدد الوفيات الإجمالي ضمن دور الرعاية يقارب ثلاثة أضعاف العدد المسجل منذ ثلاثة أسابيع.[20]

### مايو 2020
- 5 مايو: تظهر إحصائيات مكتب الإحصاء الوطني للأسبوع المنتهي في الرابع والعشرين من أبريل 21,997 وفاة بجميع الأسباب في إنجلترا وويلز، وهو يمثل انخفاضًا بمقدار 354 عن الأسبوع السابق لكنه لا يزال يمثل نحو ضعف العدد الوسطي لهذا الأسبوع خلال الأعوام الخمسة السابقة. سجلت الوفيات الأسبوعية في المشافي انخفاضًا في حين استمرت الوفيات في دور الرعاية بالارتفاع، وبالنسبة للعام حتى الرابع والعشرين من أبريل، شملت 5,890 وفاة في دور العناية مرض فيروس كورونا.
- 8 مايو: مدد رئيس الحكومة مارك دريكفورد العمل بإجراءات الإقفال لمدة ثلاثة أسابيع إضافية لكن مع بعض التعديلات الطفيفة. سُمح للمواطنين ممارسة الرياضة في الخارج أكثر من مرة في اليوم وأمكن للمجالس التخطيط لإعادة افتتاح المكتبات ومراكز إعادة التدوير. يمكن لبعض الحدائق إعادة الافتتاح أيضًا.[21]
- 10 مايو: عدلت حكومة المملكة المتحدة رسالتها الرسمية الخاصة بفيروس كورونا من «ابق في المنزل، احم هيئة الخدمات الصحية الوطنية، أنقذ الأرواح» إلى «ابق يقظًا، سيطر على الفيروس، أنقذ الأرواح». عبر حزب العمال المعارض عن قلقه من أن الشعار الجديد قد يكون مربكًا، كما قال رؤساء الحكومات المفوضة في اسكتلندا وويلز وأيرلندا الشمالية إنهم سوف يستمرون باستخدام الشعار القديم.[22]
- 12 مايو: تشير الأرقام الصادرة عن مكتب الإحصاء الوطني والإدارات المفوضة إلى أن حصيلة الوفيات الناتجة عن مرض فيروس كورونا تجاوزت 40,000 شخص، منهم 11,000 نزيلًا في دور الرعاية، على الرغم من استمرار الأرقام الأسبوعية بالتراجع. في دور الرعاية في إنجلترا وويلز، وصل عدد وفيات العام حتى اليوم بمرض فيروس كورونا إلى 8,312 لكن العدد الأسبوعي (حتى الأول من مايو) يبدي انخفاضًا للمرة الأولى منذ بداية الجائحة.[23]
- 15 مايو:
  - في تقرير عن الوفيات في دور الرعاية في إنجلترا وويلز صدر عن مكتب الإحصائيات الوطني، لوحظ تسجيل 9,039 وفاة بين الثاني من مارس والأول من مايو، إضافة إلى 3,444 وفاة لمرضى مقبولين في المشافي. في هذه الفترة، ذُكر كوفيد-19 في 27% من مجموع وفيات نزلاء دور الرعاية. منذ الأسبوع الأخير من مارس، لوحظ ارتفاع عدد الوفيات غير المتعلقة بمرض فيروس كورونا مقارنة بالسنوات السابقة، ووصلت وفيات نزلاء دور الرعاية بمختلف الأسباب إلى ذروتها نحو الرابع عشر من أبريل.[24]
  - حدد رئيس الحكومة مارك دريكفورد طريقًا يعتمد مبدأ «أضواء إشارة المرور» للخروج من إجراءات الإقفال العام في ويلز، واصفًا الوضع خلال هذه الفترة بأنه «ضمن المنطقة الحمراء»، لكنه لم يقدم مواعيد واضحة متعلقة بتخفيف القيود المفروضة.[25]
- 18 مايو: استؤنفت المحاكمات بلجان المحلفين في عدد من محاكم إنجلترا وويلز، وذلك بعد تعليق عملها في بداية تطبيق إجراءات الإقفال العام.[26]
- 29 مايو: أعلن رئيس الحكومة مارك دريكفورد تخفيف قيود الإغلاق في ويلز بدءًا من يوم الإثنين الموافق للأول من يونيو، ما سيسمح لأفراد منزلين مختلفين بالالتقاء في الخارج. حثت الحكومة أصحاب المحال غير الأساسية للبيع بالتجزئة إلى استخدام الأسابيع الثلاثة القادمة من أجل «تحضير إجراءات الحماية».[27]
- 31 مايو: أعلن وزير الصحة الويلزي فاوغان غيثينغ تخفيف إجراءات الإقفال بالنسبة إلى الأشخاص المحتمين في منازلهم داخل ويلز. اعتبارًا من الأول من يونيو، يمكنهم الالتقاء في الخارج بأشخاص يسكنون منزلًا آخر، مع الالتزام بقواعد التباعد المكاني وعدم الدخول إلى منزل الشخص الآخر.[28]

### يونيو 2020
- 2 يونيو: أكد مجلس إنجلترا وويلز للكريكت أن إنجلترا سوف تلعب ثلاث مباريات تجريبية ضد منتخب الهند الغربية بدءًا من الثامن من يوليو.
- 3 يونيو: أعلنت وزيرة التربية الويلزية كريستي وليامز عن إعادة افتتاح المدارس في ويلز بدءًا من التاسع والعشرين من يونيو. سوف تفتح المدارس أمام جميع التلاميذ، لكن ثلث عدد التلاميذ سوف يكون موجودًا داخل المدرسة فقط خلال أي وقت. مُدد الفصل الصيفي أيضًا لمدة أسبوع.[29]
- 5 يونيو: مُدد قرار منع الإخلاء الذي فرضته حكومة المملكة المتحدة على المؤجرين في إنجلترا وويلز لمدة شهرين حتى الثالث والعشرين من أغسطس.
- 9 يونيو: أعلن وزير الصحة الويلزي فاوغان غيثينغ أن الأشخاص الموجودين في أوضاع لا تسمح بالتباعد الاجتماعي مثل المواصلات العامة سوف يُطلب منهم ارتداء أقنعة الوجه الواقية ثلاثية الطبقات.[30]
- 13 يونيو: أُلغي مهرجان أبرغافني للطعام لعام 2020، وهو أكبر مهرجانات الطعام في ويلز والمقرر إقامته في سبتمبر، بسبب جائحة مرض فيروس كورونا.
- 18 يونيو: طُلب من العاملين في معمل معالجة لحوم الدجاج في مقاطعة لانغفني على جزيرة أنغلزي الخضوع للعزل الذاتي بعد تفشي مرض فيروس كورونا وإصابته أكثر من 100 شخص. يقدم المعمل خدماته للمشافي والمتاجر والمطاعم.[31]
- 19 يونيو: حددت الحكومة الويلزية برنامجها الهادف إلى تخفيف القيود المرتبطة بالإغلاق العام، بدءًا من الثاني والعشرين من يونيو بإجراءات تتضمن السماح للباعة بإعادة افتتاح محالهم ورفع القيود عن الرياضات الممارسة في الهواء الطلق. قُرر رفع القيود على السفر من ويلز وإليها وحولها اعتبارًا من السادس من يوليو.
- 21 يونيو: وصل عدد عمال معمل الدجاج في أنغلزي الذين أتت اختباراتهم الفيروسية إيجابية لمرض فيروس كورونا إلى 158.[32]

- 22 يونيو:
  - بعد أن أصدرت حكومة المملكة المتحدة تحديثًا لنصائحها للأشخاص المحتمين في منازلهم داخل إنجلترا، أصدرت الحكومة الويلزية بيانًا يقول إن التوصيات الخاصة بالأشخاص المحتمين لم تتغير في ويلز، إذ ستبقى كما هي حتى السادس عشر من أغسطس.[33]
  - رفعت الحكومة الويلزية قيودها المفروضة على مراسم الزواج والشراكة المدنية، سامحة لها بالعودة إلى العمل، مع الاستمرار في حظر التجمعات الاجتماعية.
  - أكدت الحكومة الويلزية تخريج 1,097 مريضًا من المشافي إلى دور الرعاية دون إجراء اختبار تشخيصي للفيروس لدى بدء الإغلاق العام.
- 24 يونيو: أعلن رئيس الحكومة الويلزية مارك دريكفورد أن قاعدة التباعد الاجتماعي المحدد بمسافة مترين ستبقى قيد التنفيذ في ويلز، واصفًا إياها بأنها «الطريقة الصحيحة للتصرف».[34]
- 25 يونيو: خططت حكومة المملكة المتحدة لتخفيف القيود في إنجلترا وويلز سامحة للحانات والمطاعم باستخدام المساحات الخارجية والشرفات والأرصفة وساحات ركن السيارات، في حين لن تحتاج الأسواق والمهرجانات الشعبية إلى تصريح بالتخطيط لها بعد هذا التاريخ.[35]
- 28 يونيو: عبرت الأحزاب المعارضة في ويلز عن قلقها بعد أن أشارت الأرقام الإحصائية إلى أن وصول نتائج اختبارات كوفيد-19 تباطأ في البلاد. يصل نحو نصف التحاليل في غضون 24 ساعة، وهو انخفاض بنسبة 68% عن نهاية أبريل.[36]
- 29 يونيو:
  - أعلنت الحكومة الويلزية إمكانية سكان منزلين مختلفين الالتقاء سوية داخل المنازل بدءًا من السادس من يوليو، سامحة لأفراد كل منزل بقضاء الليل في المنزل الآخر، كما أن هذه الإجراءات تمتد لتشمل الأشخاص المحتمين في المنزل.[37]
  - إعادة افتتاح المدارس في ويلز.
  - طُلب العزل الذاتي من العاملين في معمل لمعالجة اللحوم في مدينة ميرثير تيدفيل بعد وصول تأكيد إصابة 101 شخص مرتبط بالمصنع بمرض فيروس كورونا.
  - أكد مجلس إنجلترا وويلز للكريكت أن موسم عام 2020 من بطولة المقاطعة سوف يبدأ في الأول من أغسطس.[38]

### يوليو 2020
- 2 يوليو: أعلنت الحكومة الويلزية أن الحانات والمقاهي والمطاعم سوف تتمكن من إعادة الافتتاح واستخدام المساحات الخارجية بدءًا من الثالث عشر من يوليو.[39]
- 3 يوليو:
  - نشرت حكومة المملكة المتحدة قائمة من 59 دولة لن ينطبق عليها الحجر الصحي عندما يصل المواطنون منها إلى إنجلترا اعتبارًا من العاشر من يوليو. شملت هذه الدول اليونان وفرنسا وبلجيكا وإسبانيا، لكن البرتغال والولايات المتحدة كانتا من بين الدول غير المشمولة ضمن القائمة. لم تُطبق هذه التعديلات على اسكتلندا وويلز وأيرلندا الشمالية، إذ ستبقى القيود المفروضة على الوافدين من خارج المملكة المتحدة قيد التنفيذ.[40]
  - أعلن رئيس الحكومة الويلزية مارك دريكفورد رفع قيد «البقاء محليًا» القاضي بتحديد مجال تنقل الأشخاص بخمسة أميال في ويلز اعتبارًا من السادس من يوليو. اعتبارًا من هذا التاريخ، يُسمح للأماكن السياحية المفتوحة العمل من جديد، كما يمكن لسكان منزلين مختلفين الالتقاء سوية داخل المنزل.[41]
- 6 يوليو:
  - مع تنامي المخاوف المتعلقة بازدياد نسبة البطالة، أعلنت حكومة المملكة المتحدة عن مخطط بقيمة 111 مليون جنيه إسترليني لمساعدة الشركات في إنجلترا على تأمين 30,000 وظيفة تدريبية إضافية؛ خُصص مبلغ 21 مليون جنيه إسترليني لتمويل مشاريع مشابهة في اسكتلندا وويلز وأيرلندا الشمالية.[39]
  - لم تُسجل وفيات جديدة في ويلز خلال الساعات الأربع والعشرين الأخيرة.
  - رفعت ويلز قيود «البقاء محليًا» المفروضة ضمنها، ما يعني السماح بالتنقل بشكل غير محدود.
- 9 يوليو: قررت السلطات إعادة افتتاح المدارس الرسمية في ويلز كافة في شهر سبتمبر، وهو ما أكدته كريستي وليامز وزيرة التربية. سوف تعمل المدارس بنظام محدود من التباعد الاجتماعي معتمد على مجموعات من التلاميذ، أما البالغون فيجب أن يتقيدوا بإجراءات التباعد الاجتماعي التقليدية. لن تُفرض غرامات على أهالي الطلاب غير الملتحقين بالمدارس. التخطيط لافتتاح 900 نقطة تعليمية في ويلز لمساعدة التلاميذ على تعويض ما فاتهم دراسيًا.[42]
- 10 يوليو:
  - تظهر البيانات الصادرة عن المجلس الوطني لضباط الشرطة عدم إصدار أي غرامات في إنجلترا وويلز على اختراق قواعد الحجر الصحي خلال أول أسبوعين من فرضه، في حين فُرضت غرامات على عشرة أشخاص لقاء عدم ارتدائهم أقنعة مغطية للوجه في وسائل المواصلات العام خلال الأسبوعين السابقين ليوم الثاني والعشرين من يونيو.[43]
  - للمرة الثانية خلال أقل من أسبوع، لم تُسجل وفيات جديدة في ويلز خلال مدة 24 ساعة.
  - أعلن رئيس الحكومة مارك دريكفورد إمكانية إعادة افتتاح الحانات والمقاهي والمطاعم الداخلية في ويلز بدءًا من الثالث من أغسطس.
- 11 يوليو: مع إعادة افتتاح عدد من منازل العطلة في ويلز، قال رئيس الحكومة مارك دريكفورد إن زيارة البلاد مرة أخرى أصبحت «آمنة بالتأكيد».
- 13 يوليو:
  - عودة الحلاقين ومصففي الشعر إلى العمل في ويلز.
  - شهدت ويلز مرور يومين متتاليين دون تسجيل وفيات جديدة متعلقة بمرض فيروس كورونا، ليصل مجموع الأيام التي مرت بدون وفيات إلى 4 منذ السادس من يوليو.
  - أعلن رئيس الحكومة الويلزية أن ارتداء الأقنعة الواقية سوف يصبح إلزاميًا في وسائل النقل العامة في ويلز منذ السابع والعشرين من يوليو.
- 14 يوليو:
  - أعلنت وزيرة المالية الويلزية ريبيكا إيفانز أن عتبة ضريبة نقل الأراضي المفروضة على بيع الممتلكات سوف ترتفع من 180,000 جنيه إسترليني إلى 250,000 جنيه إسترليني بدءًا من السابع والعشرين من يوليو وحتى مارس 2021. هذا يعني أن غالبية مبيعات العقارات في ويلز سوف تكون معفاة من الضرائب خلال هذه الفترة.[44]
  - طلبت وحدة الحوادث والطوارئ الكبرى في جامعة ويلز في كارديف من المرضى غير الإسعافيين الاتصال بشكل مسبق قبل الذهاب؛ إذ يمكن تقييم حالتهم عن بعد وإعطاء موعد عبر الهاتف.
- 15 يوليو:
  - مع انخفاض نسبة التحاليل الإيجابية في ويلز إلى نحو 1%، أعلن وزير الصحة الويلزي فاوغان غيثينغ تطبيق إستراتيجية جديدة «معتمدة على الخطورة» لإجراء الاختبارات التشخيصية.[45]
  - أكد رئيس الحكومة الويلزية مارك دريكفورد لجمعية ويلز الوطنية أن دروس القيادة يمكن أن تُستأنف بدءًا من السابع والعشرين من يوليو.
- 16 يوليو:
  - أكد كبير المسؤولين الطبيين في ويلز الدكتور فراند أثرتون أن الأشخاص المحتمين في منازلهم داخل ويلز، والبالغ عددهم 130,000 شخص لن يضطروا للاستمرار في الاحتماء اعتبارًا من السادس عشر من أغسطس.[46]
  - أعلنت ويلز مرور يوم جديد دون تسجيل وفيات، وهو اليوم الخامس عديم الوفيات من بين الأيام العشرة الأخيرة.[47]
- 17 يوليو: أعلن رئيس الحكومة مارك دريكفورد أن التقارير الإخبارية اليومية المتعلقة بمرض فيروس كورونا ستتوقف، وسيحل محلها تقرير أسبوعي.
- 18 يوليو: لم تسجل ويلز وفيات متعلقة بمرض فيروس كورونا للمرة الرابعة خلال سبعة أيام.
- 20 يوليو: يُسمح بإعادة افتتاح الملاعب والنوادي الرياضية الخارجية والملاهي في ظل التخفيف الأخير لإجراءات الإقفال.[48]
- 21 يوليو:
  - أعلن وزير الصحة الويلزي فاوغان غيثينغ أن الأطباء وأطباء الأسنان سوف يحصلون على زيادة في الأجر تبلغ قيمتها 2.8% فوق معدل التضخم.
  - أعلنت أمانة ويلز للصحة العامة عدم تسجيل وفيات جديدة ناتجة عن مرض فيروس كورونا خلال الساعات الأربع والعشرين الأخيرة.
- 22 يوليو:
  - نشرت أمانة ويلز للصحة العامة تفاصيل حول كيفية إصابة عدة مئات من الأشخاص بفيروس كورونا داخل المشافي، فيما دُعي باسم الحالات المشفَوية.
  - أكد رئيس الاتحاد الويلزي للرغبي مارتين فيليبس أن ملعب كارديف البلدي (ملعب الألفية) لن يستضيف أي مباريات دولية خلال عام 2020.[49]
- 23 يوليو:
  - أعلنت الحكومة الويلزية أن النساء الحوامل سوف يتمكن من اصطحاب مرافق إلى مواعيد مراجعاتهم الطبية السابقة للولادة.
  - أعلنت الحكومة الويلزية أنها لن توزع أي صناديق غذائية إضافية على الأشخاص المحتمين في منازلهم داخل ويلز في حال عودة حالة الإغلاق.[48]
- 24 يوليو:
  - سجلت أمانة ويلز للصحة العامة يومًا جديدًا كاملًا دون وفيات بمرض فيروس كورونا، ما يعني تسجيل وفاة واحدة فقط نتيجة الفيروس خلال الأسبوع الفائت.
  - أكد رئيس الحكومة مارك دريكفورد أن دور السينما وصالونات التجميل يمكن أن تعاود الافتتاح اعتبارًا من السابع والعشرين من يوليو.
- 25 يوليو: سُمح للمخيمات ذات المرافق المشتركة بإعادة الافتتاح.[49]
- 27 يوليو:
  - سُمح لصالونات التجميل والأظافر والمنتجعات الصحية ومراكز التسمير والمتاحف والمعارض الفنية بإعادة الافتتاح. كما سُمح باستئناف دروس قيادة السيارات.
  - أصبح ارتداء الأقنعة المغطية للوجه إلزاميًا في وسائل النقل العامة في ويلز.
  - وضعت الحكومة الويلزية قانونًا يلزم الأشخاص بالعمل من منازلهم عند الإمكان، ما يلغي تجريم العمل خارج المنزل، مع الاستمرار بنصح الجميع بالعمل من منازلهم إذا كان الخيار متاحًا.
  - لم تُسجل وفيات جديدة بمرض فيروس كورونا في ويلز.[50]
- 28 يوليو: جرى اختبار العاملين والمرضى في مشافي شمال ويلز «بشكل فعال» بعد ظهور ذروة في الحالات الجديدة ضمن مشفى ريكسهام مايلور.
- 30 يوليو: أكد رئيس الحكومة مارك دريكفورد أن الحانات والمطاعم والمقاهي يمكن أن تستأنف العمل في الأماكن المغلقة بدءًا من الثالث من أغسطس.
- 31 يوليو: أكد رئيس الحكومة مارك دريكفورد أن المسابح والنوادي الرياضية والمراكز الترفيهية والملاعب المغلقة يمكن أن تُفتتح من جديد اعتبارًا من الثالث من أغسطس. لن يُطلب من الأطفال دون سن الحادية عشرة البقاء على مسافة مترين من بعضهم البعض أو من البالغين بدءًا من هذا التاريخ، كما سيُسمح بالتجمعات الخارجية الشاملة لعدد يصل إلى 30 شخصًا.[51]

### أغسطس 2020
- 4 أغسطس:
  - بعد عمليات الاختبار الواسعة التي أُجريت في ريكسهام، أعلنت أمانة ويلز للصحة العامة «عدم وجود دليل على الانتشار الواسع» لمرض فيروس كورونا في المنطقة.
  - بعد إعادة افتتاح أماكن الضيافة في اليوم السابق، ذكرت وزيرة العلاقات الدولية إلونيد مورغان أصحاب الحانات والمطاعم بجمع معلومات عن الزبائن والحفاظ على التباعد الاجتماعي، وحذرت من إجبار من يخفق في تطبيق هذه القواعد على الإغلاق مرة أخرى.[52]
- 5 أغسطس: حثت النصائح المحدثة للحكومة الويلزية كل من يحمل مرض فيروس كورونا على طلب المساعدة الطبية إذا لم تتحسن الأعراض خلال سبعة أيام من ظهورها.[53]
- 6 أغسطس:
  - قالت الحكومة الويلزية إنها تعمل مع السلطات في غوينيد للمحافظة على السلامة العامة بعد أن عبر سياسيو المعارضة عن مخاوفهم من أن المنطقة تستقبل عددًا يفوق استيعابها من السياح.
  - أصبحت ويلز الجزء الأول من المملكة المتحدة الذي يفرض قيود الحجر الصحي على المسافرين القادمين إلى المملكة المتحدة من بلجيكا والباهاماس وأندورا، مع دخول القواعد الجديدة حيز التنفيذ منذ منتصف الليل؛ تُطبق هذه القواعد عند الساعة الرابعة صباحًا من يوم الثامن من أغسطس بالنسبة إلى بقية أجزاء المملكة المتحدة.
- 7 أغسطس: قالت هيئة (مؤهلات ويلز) المراقبة للامتحانات في البلاد عن نيتها تخفيض الآلاف من درجات امتحان الشهادة الثانوية العامة وامتحانات المستوى المتقدم لقاء كون بعض المدرسين «كريمين» في منح الدرجات، إضافة إلى الفوارق التي حدثت بين المدارس المختلفة.[54]
- 10 أغسطس:
  - إعادة افتتاح النوادي الرياضية والمسابح وصالات الألعاب في ويلز.
  - وصل تحقيق أجرته لجنة ويلز الوطنية إلى نتيجة مفادها أن جائحة فيروس كورونا ألحقت ضررًا هائلًا بالمجتمعات الفقيرة، ما يسلط الضوء على الفوارق الموجودة في المجتمع.
- 11 أغسطس: أعلنت وزيرة الإسكان والحكومة المحلية جولي جيمس عن حزمة تمويلية بقيمة 50 مليون جنيه إسترليني لدعم المشاريع الإسكانية في ويلز وتمويل سكن دائم للمشردين في البلاد.
- 12 أغسطس: أظهرت الإحصائيات أن أكثر من خمس الوفيات الناتجة عن مرض فيروس كورونا كانت لمرضى يعانون من خرف الشيخوخة، ما أثار نداءات مطالبة بتشكيل فرقة عمليات مهمتها متابعة مرضى الخرف قبل بدء الموجة الثانية المرتقبة من الفيروس.[55]
- 13 أغسطس:
  - نُشرت نتائج امتحان المستوى المتقدم. في ويلز كانت 42% من الدرجات أقل من المتوقع.
  - أعلنت أمانة ويلز للصحة العامة مرور يوم جديد دون تسجيل وفيات جديدة بمرض فيروس كورونا.[56]
- 14 أغسطس: أجلت الحكومة الويلزية تخفيف قواعد الالتقاء في الأماكن المغلقة من الخامس عشر حتى الثاني والعشرين من أغسطس؛ منذ هذا التاريخ يمكن لسكان أربع منازل مختلفة تشكيل دائرة موسعة والالتقاء في الأماكن المغلقة بشرط أن «تبقى الظروف مناسبة». يمكن أن يحضر عدد يصل إلى 30 شخصًا وجبة جماعية في مكان مغلق بعد زفاف أو جنازة في اليوم ذاته. أُعلن أيضًا عن شروط جديدة تلزم مشاريع الضيافة بجمع بيانات حول الزبائن من أجل تقصي المخالطين في حال وجود إصابات بدءًا من السابع عشر من أغسطس.
- 15 أغسطس: أكدت وزيرة التربية كريستي وليامز أن الطلاب الذين حصلوا على درجة أقل من المتوقعة في امتحان المستوى المتقدم يمكن أن يتقدموا باعتراضات على نتائجهم.
- 16 أغسطس: انتهى برنامج الاحتماء لمجموعات الخطر في ويلز؛ وهي آخر أجزاء المملكة المتحدة التي تعلن نهاية هذا البرنامج.[57]
- 17 أغسطس:
  - أعلنت الحكومة الويلزية أن نتائج امتحانات المستوى المتقدم وامتحانات الشهادة الثانوية العامة في ويلز سوف تكون معتمدة على تقييم المدرسين، وذلك إثر الغضب الذي أثارته النتائج.[58]
  - سجلت ويلز يومًا جديدًا دون وفيات ناتجة عن مرض فيروس كورونا.
- 20 أغسطس: صدرت نتائج امتحانات الشهادة الثانوية العامة، وكانت معتمدة على تقييم المدرسي. حصل أكثر من 25% من الطلاب على تقدير امتياز وجيد جدًا، مقارنة مع 18.4% عام 2019.
- 21 أغسطس:
  - أعلن رئيس الحكومة مارك دريكفورد عن تجريب إعادة افتتاح المسارح الخارجية الصغيرة والنشاطات الرياضية التي تشمل جمهورًا لا يتجاوز المئة شخص، وذلك من خلال إقامة ثلاثة أحداث تجريبية.
  - أكدت أمانة الصحة العامة تشخيص 14 إصابة يومية جديدة بمرض فيروس كورونا، وهو أعلى رقم يُسجل منذ 11 أسبوعًا، خضع العاملون في مركز سكاي للاتصالات في كارديف للعزل الذاتي بعد تأكيد إصابة عدد من زملائهم بالفيروس.[59]
- 22 أغسطس:
  - أكدت أمانة ويلز للصحة العامة أولى الوفيات الناتجة عن مرض فيروس كورونا منذ ستة أيام.
  - أُلغي مهرجان إلفيس بريسلي السنوي في بورثكول، والمقرر إجراؤه في نهاية سبتمبر، بسبب جائحة مرض فيروس كورونا.
- 24 أغسطس: قالت أمانة ويلز للصحة العامة أنها أعلنت عن زيادة في الحالات المسجلة في كارديف نتيجة ازدياد الاختلاط الاجتماعي. أُعلن عن ما مجموعه 47 حالة خلال الأسبوع السابق، معظمها من الفئة العمرية بين 20 و30 سنة.
- 25 أغسطس: أشارت دراسات الحكومة الويلزية إلى إعادة افتتاح ثلاثة أرباع المشاريع العاملة في مجال السياحة منذ بدء رفع القيود المتعلقة بالإقفال، لكن نصفها على الأقل لا يعمل بالسعة القصوى.
- 26 أغسطس: أعلنت الحكومة الويلزية أن على المدارس والسلطات المحلية مسؤولية تحديد فيما إذا كان ارتداء الأقنعة المغطية للوجه إلزاميًا بالنسبة إلى طلبة المدارس الثانوية.[60]
- 28 أغسطس:
  - أظهرت النتائج الصادرة عن مكتب الإحصاء الوطني أن ويلز تملك واحدًا من أقل معدلات الوفيات المرتبطة بمرض فيروس كورونا، إذ تُقدر النسبة بـ 75.7 وفاة لكل 100,000 مواطن، وهي أقل من جميع أجزاء إنجلترا ما عدا الجنوب الغربي.
  - سُمح بإعادة الزيارات الداخلية إلى دور الرعاية، لكن المسؤولين عن القطاع قالوا إن التوصيات ربما وصلت متأخرة لاستئناف الزيارات خلال عطلة نهاية الأسبوع القادمة المتزامنة مع عطلة البنوك.
- 29 أغسطس: لم تُسجل ويلز وفيات جديدة مرتبطة بفيروس كورونا خلال معظم الساعات الأربع والعشرين الماضية، لكنها سجلت 40 حالة جديدة.
- 30 أغسطس:
  - طُلب من المسافرين على متن رحلة جوية من زاكينثوس إلى كارديف في الخامس والعشرين من أغسطس الخضوع للعزل الذاتي بعد أن وصلت نتيجة الاختبار الفيروسي إيجابية لأحد الركاب على متن الرحلة لاحقًا.
  - أعلنت شرطة جنوب ويلز أنها تدخلت لفض حفل راقص صاخب في بانوين في منطقة بريكن بيكنز، وشملت أكثر من 3,000 شخص من مختلف أرجاء المملكة المتحدة؛ كما غرمت المنظمين بمبلغ 10,000 جنيه إسترليني.
- 31 أغسطس:[61]
  - أعلنت أمانة ويلز للصحة العامة عدم تسجيل وفيات جديدة بمرض فيروس كورونا، لكن البلاد سجلت 39 إصابة جديدة.
  - فتحت شركة الطيرات توي تحقيقًا بعد ارتفاع عدد ركاب الرحلة الجوية من زاكينثوس إلى كارديف الذين وصلت نتيجة الاختبار الفيروسي لهم إيجابية إلى 16، وذلك وسط ادعاءات قائلة إن الرحلة تجاهلت إجراءات الوقاية.[62]

### سبتمبر 2020
- 1 سبتمبر:
  - أعلنت وزيرة التربية كريستي وليامز أن الحكومة الويلزية سوف تجري محادثات مع هيئة (مؤهلات ويلز) لمناقشة تأجيل الامتحانات المدرسية لعام 2021.
  - طُلب من المسافرين إلى ويلز من زاكينثوس العزل الذاتي لمدة 14 يومًا بعد تأكيد إصابة 16 مسافرًا على متن الرحلة من الجزيرة اليونانية بفيروس كورونا.[63]
- 3 سبتمبر: أزالت ويلز البرتغال من لائحة الدول المستثناة من الحجر الصحي إثر ارتفاع الإصابات بمرض فيروس كورونا فيها، لتدخل الإجراءات الجديدة حيز التنفيذ اعتبارًا من الساعة الرابعة من صباح الرابع من سبتمبر. أُزيلت جزر كريت وزاكينثوس وميكونوس وليسفوس وباروس وأنتيباروس اليونانية، إضافة إلى جبل طارق وبولينزيا أيضًا من اللائحة. كانت هذه المرة الأولى التي تحدد فيها الحكومة الويلزية إجراءات حجر صحي مختلفة عن تلك التي وضعتها المملكة المتحدة.[64]
- 5 سبتمبر: حث عضو جمعية ويلز الوطنية عن مدينة كيرفيلي هيفين ديفد المقيمين في المنطقة على زيادة التباعد الاجتماعي لتجنب فرض الإغلاق مرة أخرى، وذلك بعد الإعلان عن 62 إصابة جديدة بمرض فيروس كورونا خلال الأسبوع السابق.[65]
- 6 سبتمبر:
  - عبر محامون عن قلقهم حول التأخير في القضايا القضائية في إنجلترا وويلز، إذ أُجل نحو 9,000 قضية منذ بدء الإغلاق، وحذروا من أن الإجراءات الموضوعة لتسريع البت بالقضايا قد لا تكون فعالة.
  - أُعلن عن 98 حالة إضافية من مرض فيروس كورونا، من بينها 25 في كيرفيلي و23 في روندا سينون تاف.
- 7 سبتمبر:
  - أُعلن عن 133 إصابة إضافية بفيروس كورونا، وهو أعلى عدد للإصابات اليومية منذ الثلاثين من يونيو، إذ استمر عدد الإصابات بالارتفاع في كيرفيلي وروندا سينون تاف.
  - خضع السكان التابعون لمجلس مقاطعة كيرفيلي للإقفال المحلي الأول في ويلز، والذي دخل حيز التنفيذ اعتبارًا من الساعة السادسة من مساء الثامن من سبتمبر. أعلن وزير الصحة فاوغان غيثينغ أن المسح الواسع أشار إلى انتشار محلي للفيروس في المنطقة، ملقيًا اللوم في ذلك على ازدياد التواصل الاجتماعي للأشخاص في المنازل. نتيجة الإجراءات الجديدة، سيتوجب على سكان مجلس كيرفيلي ارتداء الأقنعة الواقية في الأماكن العامة المغلقة، كما سوف تُلغى التجمعات المنزلية الواسعة وتُفرض قيود على السفر لمنع الخروج من المنطقة دون «سبب جيد».[66]
- 8 سبتمبر: مع دخول كيرفيلي في الإقفال المحلي، حذر زعماء المجلس المحلي لروندا سينون تاف من أن منطقتهم لا تملك سوى أيام لتجنب الخضوع لإجراءات مشابهة ضمنها.
- 9 سبتمبر:
  - طُلب إجراء العزل الذاتي لمئة شخص بعد تأكيد إصابة 14 شخصًا كانوا قد حضروا حفل تكريم لناد رياضي في كارمارثنشير.
  - استقال عضو المجلس المحلي لكيرفيلي كارل كوس من منصبه بعد أن أظهرته صور منتشرة على وسائل التواصل الاجتماعي وهو يكسر قواعد التباعد الاجتماعي.
- 10 سبتمبر:
  - أزيلت المجر وجزيرة لا ريونيون الفرنسية من قائمة الدول المستثناة من الحجر الصحي اعتبارًا من الساعة الرابعة من فجر الثاني عشر من سبتمبر، في حين أضيفت السويد إلى القائمة ما يعني أن المسافرين القادمين من هناك لن يضطروا إلى إجراء العزل الذاتي.[66]
  - سجلت أمانة ويلز للصحة العامة تسجيل 102 إصابة جديدة بمرض فيروس كورونا.
  - أعلن مجلس كووم تاف مورغانوغ الصحي المسؤول عن منطقة وديان جنوب ويلز عن تضاعف حالات الاستشفاء بمرض فيروس كورونا خلال الأسبوع السابق، إذ احتاج 72 مريضًا إلى العلاج في المشفى.
  - طُلب من سكان روندا سينون تاف ومدينة مرثير تيدفيل ارتداء الأقنعة المغطية للوجه في العمل والمتاجر والأماكن العامة المزدحمة لتجنب الخضوع للإقفال المحلي الكامل كما حدث في كيرفيلي.
- 11 سبتمبر: أعلنت الحكومة الويلزية أن ارتداء أقنعة الوجه في المتاجر وبقية الأماكن المغلقة سوف يصبح إلزاميًا بدءًا من الرابع عشر من سبتمبر، كما أنها ستمنع التجمعات المغلقة التي تشمل أكثر من ستة أشخاص.[67]
- 13 سبتمبر:
  - أُكد تشخيص 162 إصابة جديدة بمرض فيروس كورونا في ويلز.
  - قالت الحكومة الويلزية إن ثلث المواطنين على الأقل يجب أن يعملوا من المنزل في هذه الفترة، حتى مع رفع القيود المفروضة بسبب الجائحة.
  - قالت منظمة سبورت ويلز الرياضية إن رياضات الناشئين في ويلز «في خطر كبير» خلال الشتاء القادم، وهناك احتمال ألا تلعب الفرق أي مباراة نتيجة الجائحة. ذُكرت أيضًا مخاوف من أن الأطفال قد «يبتعدون» عن رياضات مثل الركبي وكرة القدم لأنهم لن يتمكنوا من ممارستها بشكل مشابه لما قبل جائحة فيروس كورونا.[68]
- 14 سبتمبر:
  - قالت أمانة ويلز للصحة العامة إنها نشرت بالخطأ تفاصيل 18,000 مصاب إيجابي بفيروس كورونا، وذلك بتاريخ الثلاثين من أغسطس. بقيت المعلومات متوفرة على الإنترنت لمدة 20 ساعة، وفي حين لم تكن الأسماء الكاملة للمصابين ظاهرة، قد تكون المعلومات المنشورة كافية للتعرف على نزلاء دور الرعاية.
  - يُعتقد أن حفلة بمناسبة عطلة البنوك في أغسطس كانت المسؤولة عن الذروة التي سجلها انتشار فيروس كورونا في نيوبورت.[69]
- 15 سبتمبر:
  - جُهز 5,000 سرير مشفى لاستقبال مرضى فيروس كورونا خلال الشتاء.
  - بعد أن ذكرت تقارير أن عددًا من الأشخاص لا يتمكنون من إجراء اختبارات فيروسية، أو أنهم يضطرون إلى السفر لعدة مئات من الأميال للوصول إلى مراكز الاختبار، قال رئيس الحكومة مارك دريكفورد إن الاختبارات الفيروسية ستصبح متوفرة للأشخاص الذين لا يعانون من أعراض حالما تُفتتح المختبرات الجديدة في نوفمبر.[70]
- 16 سبتمبر:
  - وُضعت روندا سينون تاف قيد الإقفال الذي يدخل حيز التنفيذ منذ الساعة السادسة من مساء السابع عشر من سبتمبر. بدءًا من هذا التوقيت، لا يُسمح للمقيمين في المنطقة الخروج دون سبب مهم مثل السفر إلى مكان العمل أو الدراسة، ويجب إغلاق الأماكن المرخصة بالفتح عند الساعة الحادية عشرة مساء.
  - أعلنت أمانة ويلز للصحة العامة 199 حالة إضافية من مرض فيروس كورونا خلال الساعات الأربع والعشرين الأخيرة، لكنها لم تسجل أي وفاة خلال الأيام الخمسة عشر الأخيرة.
- 17 سبتمبر:
  - أُضيفت جبل طارق وتايلاند إلى قائمة الدول المستثناة من الحجر الصحي اعتبارًا من الساعة الرابعة من صباح التاسع عشر من سبتمبر، في حين طُلب من المسافرين من غوادلوب وسلوفينيا الخضوع للعزل الذاتي إذا وصلوا إلى ويلز بعد هذا التوقيت.
  - حذر الدكتور روبن هاو من أمانة ويلز للصحة العامة من أن ازدياد حالات مرض فيروس كورونا في المناطق الخاضعة للإقفال قد يؤدي إلى ارتفاع حالات الاستشفاء والوفيات في هذه المناطق.
  - 18 سبتمبر:
  - قال رئيس الحكومة مارك دريكفورد إن نيوبورت ومرثير تيدفيل سوف تخضع لمراقبة خاصة بعد ارتفاع عدد حالات الإصابة بالفيروس في هذه المناطق.[71]
  - أعلن المجلس الصحي لجامعة بيتسي كادوالادر انتهاء تفشي فيروس كورونا في ريكسهام.
- 19 سبتمبر:
  - ارتفع عدد الإصابات اليومية الجديدة بمرض فيروس كورونا إلى 212، ترافق ذلك بالإعلان عن وفاتين جديدتين.
  - أُقفت الزيارات إلى المشافي ودور الرعاية في بريدجيند ومرثير تيدفيل وروندا سينون تاف إثر مخاوف من ارتفاع عدد حالات مرض فيروس كورونا في هذه المناطق.[72]
- 20 سبتمبر:
  - أُعلن عن 199 إصابة يومية جديدة بمرض فيروس كورونا في ويلز دون تسجيل وفيات جديدة.
  - قالت وزيرة العلاقات الدولية في الحكومة الويلزية إلونيد مورغان إن الحكومة قد تحتاج إلى تشديد مراقبة تطبيق القوانين في حال استمرار الأشخاص بخرق القواعد المتعلقة بالجائحة.
- 21 سبتمبر: أُعلن تطبيق إجراءات الإغلاق في مرثير تيدفيل وبريدجند وبلينو غوينت ونيوبورت التي تدخل حيز التنفيذ في الساعة السادسة من مساء الثاني والعشرين من سبتمبر؛ لن يُسمح للساكنين في هذه المناطق بالمغادرة، في حين ستُجبر الأماكن المرخصة على الإغلاق في الساعة الحادية عشرة مساء.[73]
- 22 سبتمبر: أعلن رئيس الحكومة مارك دريكفورد في خطاب تلفزيوني مسجل قيودًا جديدة في ظل ارتفاع عدد الإصابات الجديدة بمرض فيروس كورونا، لتصبح ويلز بموازاة إنجلترا في هذا المجال. يجب أن تغلق الحانات والمطاعم في الساعة العاشرة مساء بدءًا من يوم الخميس الموافق للرابع والعشرين من سبتمبر، وتقدم الخدمات على الطاولة فقط، في حين تُجبر المحال غير المرخصة ومحال السوبرماركت على التوقف عن تقديم الكحول في هذا الوقت. نصح دريكفورد المواطنين أيضًا بتجنب السفر غير الضروري.[74]
- 23 سبتمبر: ذكر رئيس الحكومة مارك دريكفورد عدم وجود مبرر واضح لتمديد إجراءات الإغلاق لتشمل أجزاء أخرى من ويلز، وأن الإجراءات المعلنة حاليًا تحتاج إلى وقت لتعمل.
- 24 سبتمبر: أصبحت النسخة الثانية من تطبيق تعقب المخالطين التابع لهيئة الخدمات الصحية الوطنية متوفرة للتحميل بالنسبة للمواطنين في إنجلترا وويلز.
- 25 سبتمبر:
  - دخلت لانيلي وكارديف وسوانزي ضمن المناطق الخاضعة لإجراءات الإقفال، لتدخل حيز التنفيذ في لانيلي في الساعة السادسة من مساء السادس والعشرين من سبتمبر، وفي كارديف وسوانزي في الساعة السادسة من مساء السابع والعشرين من سبتمبر.
  - حُذر المتبضعون من هلع الشراء مع البدء بفرض إجراءات الإقفال.[75]
- 26 سبتمبر: دخل أول إقفال وحيد المدينة في ويلز حيز التنفيذ في مدينة لانيلي.
- 27 سبتمبر:
  - أُعلنت إجراءات الإقفال في نيرث بورت تالبوت وتورفاين وفيل أوف غلامورغان، وذلك بدءًا من الساعة السادسة من مساء الثامن والعشرين من سبتمبر. يعني ذلك أن ثلثي سكان ويلز يخضعون لإجراءات الإغلاق.
  - قال رئيس الحكومة مارك دريكفورد إنه يفكر بإجراء تغييرات على قواعد الإقفال تسمح للأشخاص الذين يعيشون بمفردهم أن يلتقوا في الأماكن المغلقة مع أشخاص آخرين بعد أن أصبح «قلقًا» على الأشخاص الذين يعيشون بمفردهم.
  - 28 سبتمبر: أعلن وزير الاقتصاد كين سكيتس عن منح حكومية بقيمة 140 مليون جنيه إسترليني لمساعدة مشاريع العمل المتضررة بإجراءات الإقفال المحلي.[76]